# Соціальне регулювання
Соціальне регулювання (від лат. regulo — правило, що означає упорядкування) — здійснюване громадянським суспільством за допомогою усієї сукупності соціальних засобів упорядкування суспільних відносин, подолання конфліктів і забезпечення компромісу між людьми та їх соціальними групами. За своїм змістом соціальне регулювання є ширшим поняттям, ніж правове регулювання.
Соціальне регулювання поділяється на кілька типів:
- зовнішнє (суспільна мораль);
- внутрішня (власна совість);
- стихійне (економічна криза);
- нормативне (визначає норми, які забезпечуються суспільним примусом);
- волевстановлене (владновольне);
- ненормативне (оцінювальне).

Соціальне регулювання здійснюється за допомогою таких норм як моральні, корпоративні, релігійні, звичаєві та інші. Таке регулювання здійснюється громадянським суспільством та державою з урахуванням допомоги юридичних засобів, які упорядковують суспільні відносини. Такими засобами є правові норми, акти реалізації, правовідносини.

## Ознаки соціального регулювання
Оскільки соціальне регулювання — поняття складне і багатостороннє, воно має певні свої ознаки. Серед основних ознак правового регулювання є:
- виконання лише в межах;
- виконання гарантується державою;
- виконується з допомогою спеціальних засобів;
- встановлює загальні соціальні права та поведінку;
- виступає реалізатором впливу на поведінку суб'єктів;
- головна мета — впорядкування суспільних відносин.

## Мета соціального регулювання
Метою здійснення соціального регулювання є отримання завідомо передбачуваної та спрогнозованої поведінки суб'єкта. Впорядкування суспільства відповідно до певних норм, приписів, обмежень. Держава забезпечує життєдіяльність суспільства як системи шляхом використання влади, а право — шляхом нормативного регулювання. За своєю природою, за своїм соціальним призначенням право слугує регулятором суспільних відносин. У цій якості воно споконвічно призначене бути стабілізуючим і заспокійливим (примирливим) фактором, способом усунення соціальної нестабільності, хаосу і байдужості, стимулятором соціального прогресу. У сучасних (постмодерністських) суспільствах право, завдяки втіленим у ньому принципам свободи і справедливості, стоїть на заваді жорсткого управління: воно пропонує інструментарій (дозволи, заборони, зобов'язання, заохочення, рекомендації, покарання тощо), який забезпечує досягнення приватних і публічних інтересів, і водночас встановлює межі використання цього інструментарію, запобігає свавільній владі людини (посадовця) чи групи людей (органу держави), дає особі можливість мати людську гідність.

## Співвідношення соціальних регуляторів
На сучасну людину можуть відразу впливати декілька чинників. Основними такими регуляторами є право, мораль, звичай та релігія. Важливо пам'ятати, що чинники можуть впливати на суб'єкт активно та пасивно. На суб'єкт впливають всі чинники. Незважаючи на їхню схожість, вони мають певні відмінності у змістовому плані.

### Право та звичай
Право — це обумовлена природою людини і суспільства система регулювання суспільних відносин, що виражає свободу особистості, та якій притаманні нормативність, формальна визначеність в офіційних джерелах і забезпеченість можливістю державного примусу.
Звичай — основна форма регулювання поводження, правила поведінки, які склалися внаслідок їх практичного застосування протягом тривалого часу серед людей і уособлювали собою підсумок історичного досвіду та зародки майбутнього. За своєю природою звичай консервативний і закріплює лише те, що склалося у результаті тривалої суспільної практики, відбиваючи як загальні моральні, духовні цінності народу, так і значною мірою забобони, расову і релігійну нетолерантність, вимоги, нав'язані правлячими верствами. Звичай не містить можливості вибору варіанту поведінки, вимоги його безальтернативні та безапеляційні.
На сучасному етапі розвитку суспільства слід відмітити звичаї які збереглися лише у видів пережитків минулого і не можуть бути втіленими у життя (кровна помста, примусовий шлюб). Деякі із них прямо суперечать законодавству або є негуманними та антисоціальними. Тому вони витісняються із повсякденного життя за допомогою юридичних норм.
Спільні ознаки:
- Загальний характер;
- Мета — забезпечення порядку у суспільстві;
- Інші ознаки, які характерні усім соціальним нормам.

Відмінності можна визначити за такими критеріями:
- Походження. Звичаї формуються поступово в результаті багаторазового повторення певних дій в повсякденному житті. Норма права твориться в результаті взаємодії суб'єктів у відносинах;
- Форма вираження. Звичаї появляються у поведінці суб'єктів. Норма права закріплюється у юридичних джерелах (нормативний акт);
- За часом набрання чинності. Звичаї утворюються роками, процес їх влиття у буденне життя людей може зайняти десятки та сотні років. Норми права набувають чинності лише у встановлені строки.
- За способом забезпечення. Звичаї реалізуються у життя за допомогою звички (звикання, стереотипи, традиції). Норма ж права має обов'язковий характер і забезпечується механізмом примусу зі сторони держави.

Потрібно також відрізняти поняття традиції від звичаю. Традиція — досвід, звичаї, погляди, смаки, норми поведінки і т. ін., що склалися історично і передаються з покоління в покоління; звичайна, прийнята норма, манера поведінки, усталені погляди, переконання когось; узвичаєння, узвичаєність, неписаний закон. Традиція є поняттям більш широким, включаючи у себе обряди та ритуали, які в свою чергу покликані регулювати відносини у сімейному житті, релігійному та інших відносинах.

### Право та релігія
Релігія (від лат. religio — зв'язок) — особлива система світогляду та світосприйняття конкретної людини або групи людей, набір культурних, духовних та моральних цінностей, що обумовлюють поведінку людини.
Релігійні норми відіграють важливу роль у житті людини. Вони регулюють поведінку віруючої людини через страх чи повагу до божества. Регулюють ставлення віруючих між собою, віруючого та Бога, віруючих з різними віруваннями. В собі поєднує риси корпоративних і моральних норм. Надзвичайна різноманітність релігій означає, що на різній території, залежно від релігії населення, норми даного суспільства будуть змінюватись. Серед найвідоміших — християнство, іслам, буддизм, юдаїзм. У таких священних книгах як Біблія, Коран та Талмуд наявні основні норми для стабілізації суспільного життя (не вкради, не вбий і тд).
Спільні риси:
- Загальний характер;
- Мета — забезпечення порядку у суспільстві;
- Інші ознаки, які характерні усім соціальним нормам.

Відмінності між нормами права та релігійними нормами:
- База. Релігійні норми базуються на авторитеті бога, повністю покладаються на божественну справедливість та істинність. Правові норми ж базуються на їх легітимності. Захищаються, встановлюються та відміняються державою.
- Джерело виникнення. Процес утворення релігійних норм займає цілі століття (утворення релігійних культів, організацій, створення усних та письмових джерел божественного права). Право встановлюється за спеціальною процедурою, яка чітко встановлена законом. Набуває форми в письмовому варіанті (нормативні акти і тд).
- Кому адресовані. Релігійні норми можуть регулювати відносини лише між віруючими своєї релігії (напр., християнські релігійні норми не поширюються на буддистів).Право — загальнообов'язкове, адресоване всьому суспільству.
- Виконання. Виконання релігійних приписів забезпечується засобами релігійного впливу — совість, мораль, кара Божа, певні обмеження, санкції зі сторони церкви (анафема). Право має чітко окреслену юридичну відповідальність (штраф, догана, позбавлення волі і тд.).

### Право та мораль
Мораль — система формальних, у вигляді правових приписів поглядів, уявлень, норм та оцінок, що регулюють поведінку людей у суспільстві, практична реалізація положень якої забезпечується громадським осудом та іманентним імперативом соціалізованого індивіда.
Спільні риси:
- Це різновиди соціальних норм;
- Спільна мета — упорядкування суспільних відносин;
- функціональне призначення — формування правил поведінки суб'єктів суспільства;
- Правила поведінки загального характеру;
- Певними методами створюються, гарантуються та закріплюються.

Відмінності:
- Походження. Держава встановлює та санкціонує норми права. Мораль же формується у свідомості людей поступово. Основа — уявлення про добро і зло, що є добре, а що погано тощо;
- Форма зовнішнього виразу. Норми права закріплюються у НПА (укази, закони тощо). Мораль не має письмової зафіксованості, зберігається у формі суспільної думки;
- Сфера дії. Норма права регулює найважливіші суспільні відносини. А норми моралі в свою чергу регулюють фактично всі суспільні відносини;
- Ступінь деталізації. Норма права — деталізована, чітка, структурована, чітко визначена, має інформацію про бажану та небажану поведінку суб'єкта. Норми моралі не містять точних правил, мають абстрактний і нечіткий характер;
- Спосіб забезпечення. Норми права охороняються, встановлюються примусовою силою держави. Норми моралі забезпечуються лише внутрішніми переконаннями суб'єкта (сором, совість тощо).